# Великий Джек (фільм, 1949)
«Великий Джек» (англ. Big Jack) — американський вестерн режисера Річарда Торпа 1949 року. Останній фільм Воллеса Бірі, він помер в квітні 1949 року.

## У ролях
- Воллес Бірі — Великий Джек Горнер
- Річард Конте — доктор Александр Мід
- Марджорі Майн — Флапджек Кейт
- Едвард Арнольд — мер Магоні
- Ванесса Браун — Патрісія Магоні
- Клінтон Сандберг — С. Петроній Сміт
- Чарльз Дінгл — Матіас Тейлор
- Клем Беванс — Селтлік Джо
- Джек Ламберт — Бад Валентін
- Вілл Райт — Вілл Фарнсворт
- Сід Сейлор — Покі